# 再度山
再度山（ふたたびさん）は六甲山地西部、神戸市中央区北西部、同市北区との区境近くにある山である。

## 地理
花崗岩質で、錨山（碇山）、市章山等の後衛を成す。北麓からは湊川に連なる天王谷川が、北東麓からは生田川が、南麓よりは再度谷川が発する。一帯は再度公園となっており、神戸を代表するハイキングコースの一つ。

## 歴史
古くは「多々部山」（たたべやま）と称した。山頂付近には奈良時代に和気清麻呂が創建したと伝える観音霊場があった。現在の大龍寺は、その後身である。また、慶長年間（1596年 - 1615年）には北麓に塩ヶ原池が築かれた。現在では「修法ヶ原池」と呼ばれる。明治35年以降緑化事業が行われ、その後も神戸市が「永久植生保存地」として保護に努めてきた。
昭和12年に再度公園が造られた。1982年に林野庁などが制定した「森林浴の森100選」、および森林文化協会と朝日新聞社が制定した「21世紀に残したい日本の自然100選」に選ばれた。また国の登録記念物に登録された後、2007年に「再度公園・再度山永久植生保存地・神戸外国人墓地」の名称で国の名勝に指定された。
なお、山頂近くに「湊川神社神苑」の石碑があるが、1938年（昭和13年）に行政所有の土地を神社に無償貸与する計画があった名残である。

### 山名の由来
弘法大師（空海）が延暦23年(804年)に入唐するに当たって、船旅の無事と学問成就を念じてこの山（当時「摩尼山」と呼ばれていた）に参詣した。唐から戻った際、無事帰国できたことを感謝すべく、再び（再度）登山し修行した。この伝説に由来するといわれる。

## 登山
修法ヶ原から再度山の北側から入って標高470mの山頂を踏み、そのまま急な南側へと下ると、大きな磐座があり、空海が手彫りしたと伝わる「亀石」がある。
広い山域をもつ六甲山地には、六甲山や摩耶山といった名の知られた山々が連なっており、どの山からも神戸の市街地と大阪湾が見渡せる。再度山の登山口は、新神戸駅の駅裏からアクセスが可能。

## 史跡・観光地

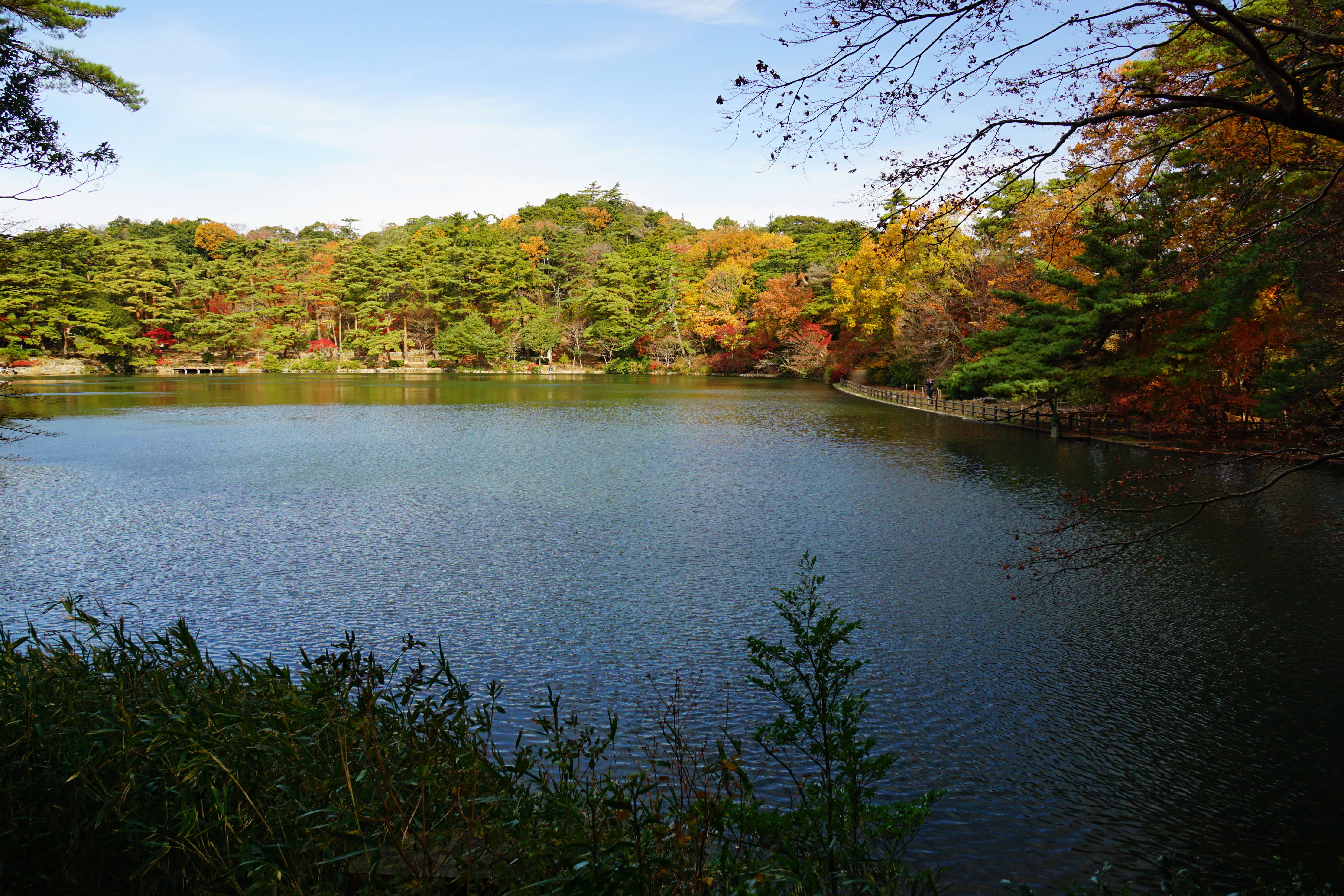
再度公園の修法ヶ原池

- 再度公園
- 神戸市立外国人墓地
- 大龍寺
- 猩々池

## 交通
- 神戸市営バス25系統 三宮駅前発 森林植物園行で27分、下車すぐ（4月1日～11月30日の土・日・祝日のみ運行）
- 再度山ドライブウェイ